# Armadillidium serrai
Armadillidium serrai är en kräftdjursart som beskrevs av Cruz och Henri Dalens 1990. Armadillidium serrai ingår i släktet Armadillidium och familjen klotgråsuggor. Inga underarter finns listade i Catalogue of Life.